# 斎藤剛
齋藤　剛（さいとう つよし、1962年（昭和37年）2月26日 - ）は、宮城県出身の陸上自衛官。職種は航空科。防衛大学校（本科28期（1984年3月卒））及びインド軍国防大学指揮幕僚課程を修了・同国防衛駐在官。防大の同期に折口雅博・関潤・村井嘉浩・坂口大作など。

## 略歴
- 1985年（昭和60年）3月：3等陸尉任官。
- 1995年（平成7年）1月：3等陸佐
- 1998年（平成10年）7月：2等陸佐
- 2003年（平成15年）1月：1等陸佐に昇任
- 2005年（平成17年）：第4次イラク復興業務支援隊長
- 2007年（平成19年）7月3日：東北方面航空隊長兼霞目駐屯地司令
- 2008年（平成20年）12月1日：情報本部分析部副部長
- 2010年（平成22年）7月26日：北部方面航空隊長兼丘珠駐屯地司令
- 2011年（平成23年）7月1日：研究本部主任研究開発官
- 2012年（平成24年）7月26日：自衛隊熊本地方協力本部長
- 2013年（平成25年）8月22日：研究本部主任研究開発官
- 2018年（平成30年）2月26日：定年退官（陸将補に特別昇任）